# Jesion

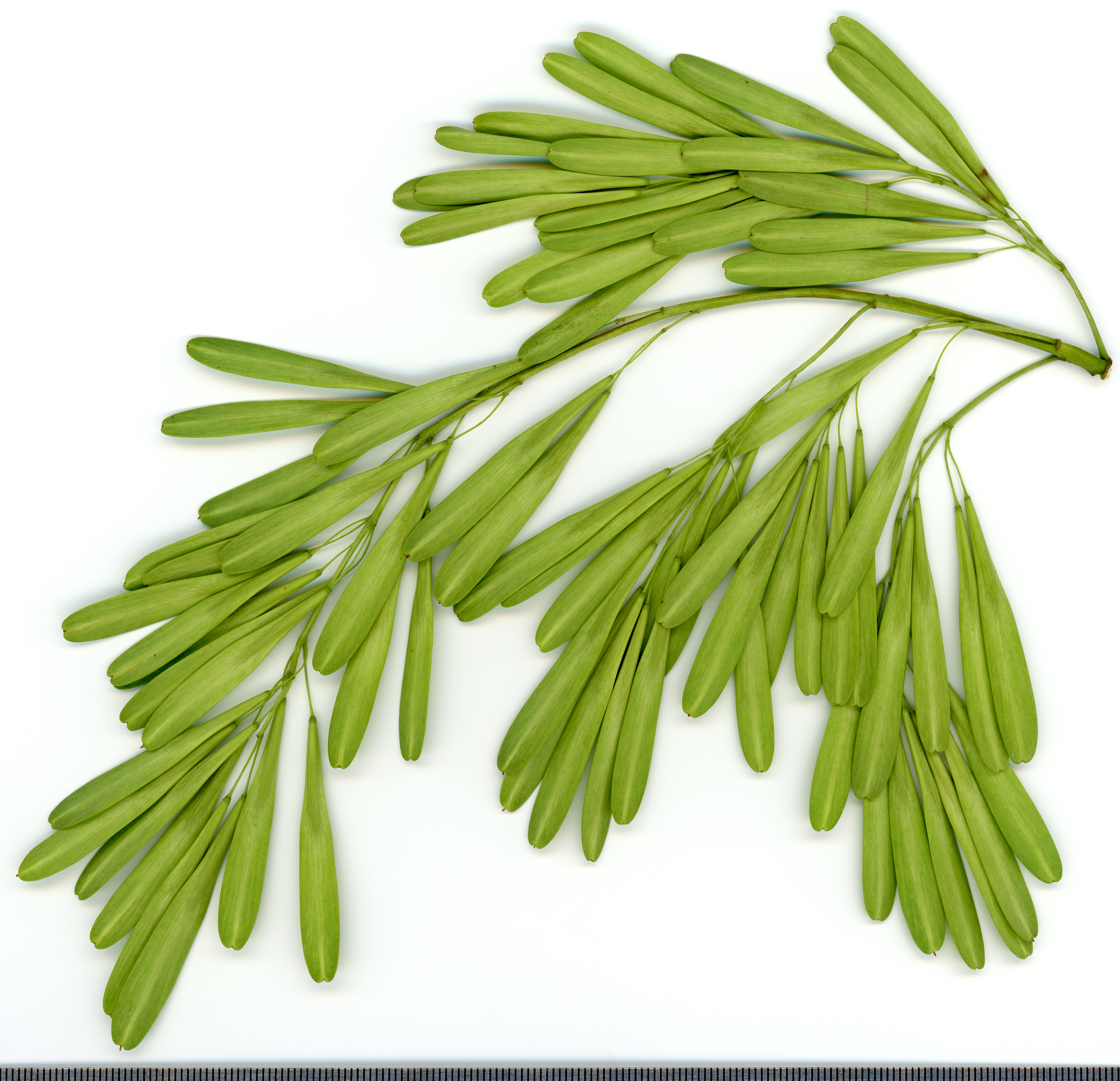
Owoce jesiona wyniosłego

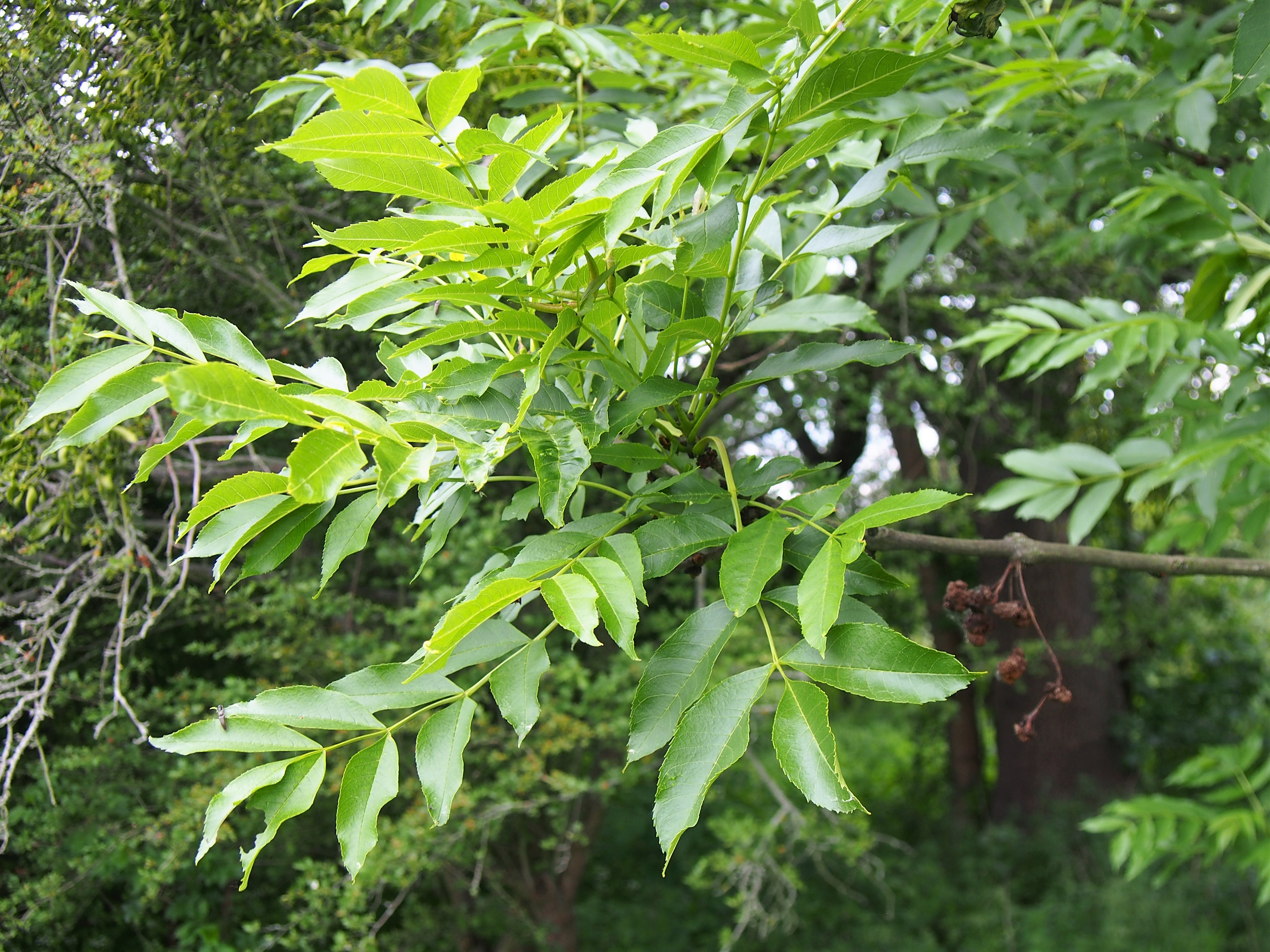
Liście jesiona wyniosłego

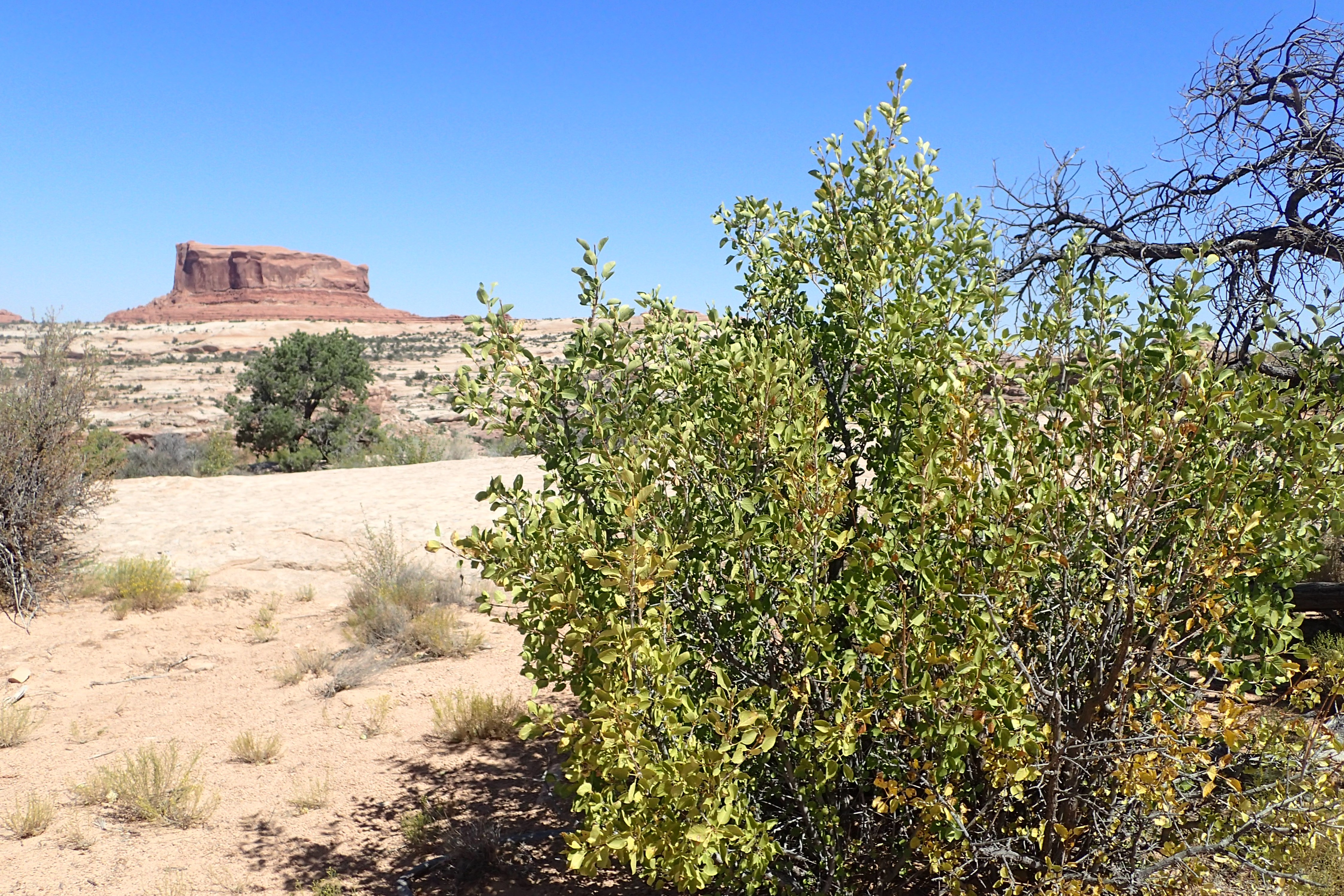
Krzewiasty jesion nietypowy

Jesion (Fraxinus L.) – rodzaj roślin z rodziny oliwkowatych (Oleaceae). Obejmuje ok. 60 gatunków drzew i krzewów. Rośliny te występują na półkuli północnej głównie w strefie umiarkowanej, z nielicznymi gatunkami sięgającymi strefy międzyzwrotnikowej (na południu granica zasięgu rodzaju sięga po Meksyk i Jawę). W Europie rośnie dziko 5 gatunków, z czego w Polsce obecny jest jeden – jesion wyniosły F. excelsior (poza tym jako antropofity zadomowione obecne są jesion pensylwański F. pennsylvanica i  jesion wąskolistny F. angustifolia, a szereg kolejnych gatunków jest uprawianych).
Jesiony są ważnymi drzewami dostarczającymi drewna w Europie i Ameryce Północnej. Ich drewno używane jest do wyrobu mebli, narzędzi, przyrządów sportowych, dawniej sporządzano z niego też karoserię aut i koła pojazdów. Jesiony sadzone są jako drzewa przydrożne i uliczne, uprawiane są w kolekcjach dendrologicznych. Młode owoce bywały spożywane piklowane. Niektóre gatunki wykorzystywane były i są jako lecznicze.
Jesion był nazywany drzewem zdrowia. W przeszłości w świętych gajach Słowian był czczony niemal jako roślina boska. Uważano, że jest doskonałym środkiem przeciw ukąszeniu żmii lub jadowitego „robactwa”. Ludzie zmęczeni pracą lub słabi chętnie kładli się w cieniu jego korony – zsyłać miał bowiem ozdrowieńczy sen.

## Morfologia
PokrójNiektóre gatunki to krzewy (np. jesion nietypowy, żółtodrzewny), ale większość to drzewa, niekiedy niskie, nieprzekraczające kilkunastu metrów wysokości, ale też i okazałe – osiągające ok. 40 m wysokości (np. jesion wyniosły, amerykański i kwiecisty). Pędy są nagie lub owłosione, w węzłach często nieco spłaszczone lub czworokątne.
LiścieSezonowe (zimozielone tylko u F. uhdei), nakrzyżległe, nieparzystopierzasto złożone (rzadko zredukowane do trzech lub pojedynczych listków, np. u odmian). Listki zwykle są wydłużone, od wąskolancetowatych do jajowatych, rzadko zaokrąglone (jesion nietypowy). Ich brzegi są piłkowane, czasem niemal całobrzegie.
KwiatyJednopłciowe i obupłciowe, przy czym rośliny są jednopienne, dwupienne lub poligamiczne. Kwiaty zebrane są w kwiatostany szczytowe lub wyrastające w kątach liści, skupione w pęczki, wiechy lub grona. Kielich całkiem zredukowany lub dzwonkowaty, z czterema działkami. Korona kwiatu zredukowana całkiem lub wykształcona w postaci dwóch albo czterech płatków. W kwiatach męskich i obupłciowych obecne są dwa, rzadko cztery pręciki. W kwiatach żeńskich i obupłciowych występuje zalążnia górna, dwukomorowa, w każdej komorze z dwoma zalążkami. Szyjka słupka z rozwidlonym znamieniem.
OwoceSkrzydlaki jednonasienne, składające się z płaskiego lub walcowatego orzeszka oraz skrzydełka zaczynającego się na jednym końcu orzeszka lub od jego nasady. Wyjątkowo (F. sieboldiana) występują trzy skrzydełka. Owoce są spłaszczone lub wygięte (F. raibocarpa), ze skrzydełkiem na końcu zaokrąglonym, zaostrzonym lub wyciętym.

## Biologia
Liczba chromosomów: Podstawową liczbą jest x=23. Większość gatunków jest diploidalna (2n=46). Do wyjątków należą jesion chiński, który jest heksaploidem (2n=138=6x), jesion aksamitny w odmianie F. velutina var. coriacea – tetraploidalny (2n=92=4x) i jesion amerykański o wielu kariotypach.

## Systematyka
Pozycja systematyczna
Rodzaj z rodziny oliwkowatych (Oleaceae), a w jej obrębie z plemienia Oleeae.
Wykaz gatunków
- Fraxinus albicans Buckley
- Fraxinus americana L. – jesion amerykański
- Fraxinus angustifolia Vahl – jesion wąskolistny
- Fraxinus anomala Torr. ex S.Watson – jesion nietypowy
- Fraxinus apertisquamifera H.Hara – jesion odgiętołuskowy
- Fraxinus baroniana Diels
- Fraxinus berlandieriana A.DC.
- Fraxinus bornmuelleri Lingelsh.
- Fraxinus × borzae Georgescu & Tutunaru
- Fraxinus bungeana A.DC.
- Fraxinus caroliniana Mill. – jesion karoliński
- Fraxinus × cataubiensis Ashe
- Fraxinus chiisanensis Nakai
- Fraxinus chinensis Roxb. – jesion chiński
- Fraxinus cuspidata Torr.
- Fraxinus depauperata (Lingelsh.) Z.Wei
- Fraxinus dimorpha Coss. & Durieu
- Fraxinus dipetala Hook. & Arn. – jesion dwupłatkowy
- Fraxinus dubia (Willd. ex Schult. & Schult.f.) P.S.Green & M.Nee
- Fraxinus excelsior L. – jesion wyniosły
- Fraxinus ferruginea Lingelsh.
- Fraxinus floribunda Wall. – jesion kwiecisty
- Fraxinus gooddingii Little
- Fraxinus greggii A.Gray
- Fraxinus griffithii C.B.Clarke
- Fraxinus hookeri Wenz.
- Fraxinus hubeiensis S.Z.Qu, C.B.Shang & P.L.Su
- Fraxinus × hybrida Lingelsh.
- Fraxinus insularis Hemsl.
- Fraxinus lanuginosa Koidz.
- Fraxinus latifolia Benth. – jesion szerokolistny, j. oregoński
- Fraxinus longicuspis Siebold & Zucc. – jesion długokończysty
- Fraxinus malacophylla Hemsl.
- Fraxinus mandshurica Rupr. – jesion mandżurski
- Fraxinus micrantha Lingelsh.
- Fraxinus nigra Marshall – jesion czarny
- Fraxinus odontocalyx Hand.-Mazz. ex E.Peter
- Fraxinus ornus L. – jesion mannowy
- Fraxinus pallisiae Wilmott
- Fraxinus papillosa Lingelsh.
- Fraxinus paxiana Lingelsh. – jesion Paxa
- Fraxinus pennsylvanica Marshall – jesion pensylwański
- Fraxinus platypoda Oliv. – jesion płaskoowocowy
- Fraxinus potosina Brandegee
- Fraxinus pringlei Lingelsh.
- Fraxinus profunda (Bush) Bush – jesion kutnerowaty
- Fraxinus punctata S.Y.Hu
- Fraxinus purpusii Brandegee
- Fraxinus quadrangulata Michx. – jesion czterogroniasty
- Fraxinus raibocarpa Regel – jesion krzywoowockowy
- Fraxinus reflexiflora Lundell
- Fraxinus × rehderiana Lingelsh.
- Fraxinus rufescens Lingelsh.
- Fraxinus sieboldiana Blume – jesion Siebolda
- Fraxinus sogdiana Bunge
- Fraxinus stenolepis Urusov
- Fraxinus stylosa Lingelsh.
- Fraxinus suaveolens W.W.Sm.
- Fraxinus trifoliolata W.W.Sm.
- Fraxinus uhdei (Wenz.) Lingelsh.
- Fraxinus × veltheimii Dieck ex Bean
- Fraxinus velutina Torr. – jesion aksamitny
- Fraxinus xanthoxyloides (G.Don) Wall. ex A.DC. – jesion żółtodrzewny